# Margerie-Hancourt
Margerie-Hancourt är en kommun i departementet Marne i regionen Grand Est (tidigare regionen Champagne-Ardenne) i nordöstra Frankrike. Kommunen ligger i kantonen Saint-Remy-en-Bouzemont-Saint-Genest-et-Isson som tillhör arrondissementet Vitry-le-François. År 2022 hade Margerie-Hancourt 181 invånare.

## Befolkningsutveckling
Antalet invånare i kommunen Margerie-Hancourt
| Referens: INSEE |